# Jakovljev Jak-45
Jakovljev Jak-45 je bil koncept enosedežnega dvomotornega lovskega letala, ki so ga razvijali v Sovjetski zvezi v zgodnjih 1970-ih. Na koncu je bil izbran bolj sposoben MiG-29 in projekt Jak-45 so opustili, preden so izdelali prototip. Kasneje, 1978-1979, je Jakovljev predlagal V/STOL verzijo, vendar tudi tega letala niso zgradili zaradi tehničnih težav v primeru izgube motorja pri V/STOL operacijah.